# Walter Letsch

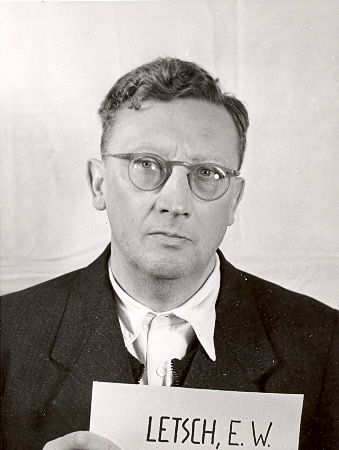
Walter Letsch als Zeuge bei den Nürnberger Prozessen.

Theodor Ernst Walter Letsch (* 26. Januar 1895 in Schweidnitz; † 1965) war ein deutscher Staatsbeamter in der Arbeitsverwaltung.

## Leben und Tätigkeit
Nach dem Schulbesuch studierte Letsch von 1914 bis 1922 Rechts- und Staatswissenschaften sowie Volkswirtschaft an der Universität Breslau. Unterbrochen wurde sein Studium von 1914 bis 1918 durch die Teilnahme am Ersten Weltkrieg, in dem er den Rang eines Leutnants der Reserve erreichte.
Von 1922 bis 1928 arbeitete Letsch als Syndikus bei verschiedenen bauwirtschaftlichen Arbeitgeberverbänden in Breslau. Zudem schloss er 1923 die Promotion zum Doktor der Wirtschaftswissenschaften an der Breslauer Universität ab.
Von 1928 bis 1934 bekleidete Letsch den Posten des Leiters des Arbeitsamtes in Waldenburg (Niederschlesien). Danach wurde er von 1934 bis Ende 1935 als Referent und Abteilungsleiter beim Landesarbeitsamt Schlesien in Breslau verwendet. 1936 wurde er zur Hauptstelle der Reichsanstalt für Arbeitsvermittlung und Arbeitslosenversicherung in Berlin versetzt, wo er als Referent in der Abteilung für Arbeitsvermittlung eingesetzt wurde. Ebenfalls im Jahr 1936 wurde er als Beamter in den Rang eines Oberregierungsrates befördert.
Zum 1. März 1933 war Letsch in die NSDAP eingetreten (Mitgliedsnummer 1.585.125). Außerdem gehörte er von 1933 bis 1936 der SA-Reserve an, zuletzt im Rang eines Rottenführers.
Anlässlich der Auflösung der Reichsanstalt für Arbeitsvermittlung und ihrer Eingliederung (als Hauptabteilung V) in das Reichsarbeitsministerium im Jahr 1939 wurde Letsch in dieses Ministerium versetzt. In diesem wurde er fortan als Referent in der Abteilung für Arbeitslosenvermittlung und Berufsberatung verwendet. 1941 war er u. a. an der Bereitstellung von Arbeitern für den Bau des Werkes Auschwitz beteiligt.
Seit dem Umbau der Abteilung Va zur Hauptabteilung VI im Jahr 1943 amtierte Letsch – seit 1941 im Rang eines Ministerialrates stehend – als Dirigent der Abteilung VIa. Seit April 1942 unterstand die Abteilung Va, die 1943 in Letschs Hauptabteilung VI aufging, dem Generalbevollmächtigten für den Arbeitseinsatz Fritz Sauckel. In dieser Stellung war Letsch für das Ministerium für den Arbeitseinsatz in Osteuropa und in der gewerblichen Wirtschaft zuständig. Konkret bestand Letschs Aufgabe in der zentralen Organisierung der Verteilung von in Osteuropa – vielfach zwangsweise – angeworbenen und nach Deutschland transportierten (meist verschleppten) Arbeitskräften auf bestimmte Gebiete innerhalb des Reichsgebietes. In diesem Zusammenhang arbeitete er eng mit dem Ministerium für die besetzten Ostgebiete und dem SS-Hauptamt zusammen. Infolgedessen nahm er – zusammen mit Sauckel – an zahlreichen Besprechungen mit Alfred Rosenberg und Gottlob Berger, die sich um den Einsatz von Ostarbeitern drehten, teil.
Nach dem Zweiten Weltkrieg wurde Letsch von den Alliierten verhaftet. Er wurde im Zuge der Nürnberger Prozesse zeitweise als Angeklagter im Prozess gegen die Reichsministerien in Betracht gezogen. So hieß es in einem Bericht vom Februar 1947, dass er als „außerordentlich wichtiger Zeuge, wenn nicht gar als potentieller Angeklagter“ („an excellent witness, if not a potential defendant“) für den Prozess gegen Gottlob Berger wegen des Einsatzes von Zivilpersonen und Kriegsgefangenen als Sklavenarbeiter in Deutschland während des Zweiten Weltkriegs ins Auge zu fassen sei. Spätestens im September 1947 wurde hiervon jedoch Abstand genommen und er nicht mehr als Angeklagter in Erwägung gezogen. Letztlich wurde er insbesondere als Zeuge beim Krupp-Prozess eingesetzt.

## Schriften
- Der deutsche relative Staatssozialismus (1878–1918). Ein wirtschaftspolitischer Beitrag zu dem Verhältnis von Staat und Wirtschaft. Breslau 1923 (Dissertation).
- Die Beschränkungen des Arbeitsplatzwechsels. In: Monatshefte für NS-Sozialpolitik 1939, S. 129ff.
- Der Einsatz gewerblicher ausländischer Arbeitskräfte in Deutschland. in: Reichsarbeitsblatt Nr. 3/1941, S. 42–45.